# Philippe Starck
Pour les articles homonymes, voir Starck.
Philippe Starck, né le 18 janvier 1949 à Paris, est un créateur français dans des domaines variés ; design industriel, architecture, décoration d'intérieur, mobilier urbain, électroménager, bureautique, luminaire, habillage, transport, et même alimentaire. Considéré comme un des pionniers du design démocratique, il connaît depuis les années 1980 une renommée internationale, notamment grâce à sa vision et sa philosophie : un objet doit être « bon » et « utile », avant d’être « beau ».

## Biographie

### Jeunesse
Fils d'André Starck, ingénieur aéronautique et fondateur des Avions André Starck, Philippe Starck commence sa scolarité à l'institution Notre-Dame de Sainte-Croix à Neuilly. Il est ensuite étudiant à l’école Camondo à Paris, sous la direction d'Henri Malvaux.

### Carrière
Philippe Starck conçoit en 1969 une structure gonflable et amorce une réflexion sur la matérialité et les lieux de vie. Peu de temps après, Pierre Cardin lui propose le poste de directeur artistique de sa maison d’édition.
Il fonde sa première agence de design industriel, Starck Product, qu’il rebaptisera Ubik en référence au roman de Philip K. Dick, un auteur qu'il adore, et entame des collaborations avec des éditeurs italiens comme Alessi, Kartell, Flos, Driade et Cassina, les Autrichiens de Drimmer, le Suisse Vitra et l’Espagnol Disform.
La vision de Philippe Starck en matière de design consistait à créer des produits accessibles à tous, vendus à des prix abordables et disponibles dans des lieux de vente ouverts au grand public. Au lieu de se concentrer uniquement sur l'esthétique ou de les considérer comme des symboles de richesse, Starck aspirait à améliorer la vie des gens en apportant une touche d'humour et de surprise aux gestes quotidiens tels que se brosser les dents ou cuisiner,.
À travers cette vision de « design démocratique », Philippe Starck dit militer pour un design qui ne soit pas destiné exclusivement à une élite. « Le populaire est élégant, le rare est vulgaire », dit-il. Le designer précise chercher à mettre en œuvre cette idée utopique augmentant les quantités produites pour augmenter la qualité et diminuer les coûts notamment via le canal de la vente par correspondance, avec les 3 Suisses (le siège Mister Bliss en 1982). Il mélange sa culture à la volonté de diffuser industriellement, le tout avec une maitrise de la communication.
En 2002, il poursuit cette vision via une collaboration avec l'enseigne américaine Target autour du « design pour tous ». Il réalisera une soixantaine d’objets avec le but de réinventer des objets du quotidien au juste prix.
Affichant le désir de faire du design pour tous, Philippe Starck développe des meubles de qualité à moindre coût dont la Chaise Louis Ghost de Kartell (2000) vendue à plus de deux millions d'exemplaires. La chaise Louis Ghost fait aussi partie de son travail sur la dématérialisation. Moins de matière pour plus d’intelligence, il développe ainsi des meubles en plastique  ou en acier du Tabouret W.W. (1990, Vitra) aux chaises Masters (Kartell, 2007) et Pip-e (Driade, 2008). Des brosses à dents Fluocaril aux éléments de salles de bains (pour Duravit, Hansgrohe, Hoesch, Axor), en passant par le presse citron Juicy Salif de Alessi, les enceintes Zikmu et le casque Zik de Parrot, les couteaux Laguiole dont le dernier le Log, la Freebox Révolution, la luxueuse lampe Marie Coquine de Baccarat ou encore le disque dur Starck Desktop de LaCie, ou la carte Navigo qu'il a dessinée gracieusement en 2011.

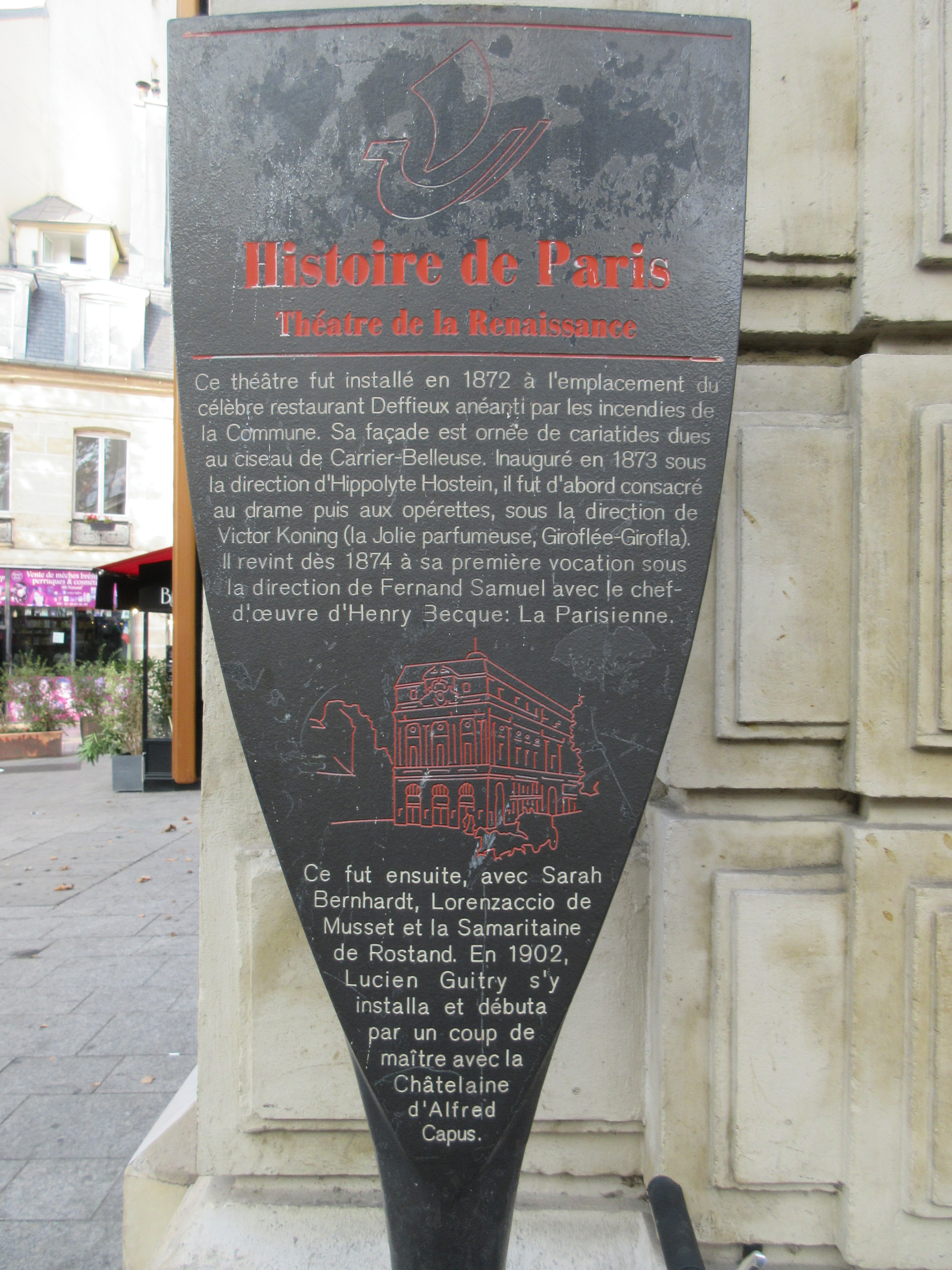
Panneau Histoire de Paris.

Philippe Starck a également conçu la vasque et la flamme olympique des Jeux olympiques d'hiver de 1992 à Albertville, ainsi que les Panneaux Histoire de Paris (parfois appelés « pelles à Starck » ou « sucettes Starck ») implantés en 1992 sous le dernier mandat municipal de Jacques Chirac.
En 2016, le comité de candidature de Paris 2024 demande à Starck de créer la médaille pour les Jeux Olympiques à venir. Sous l’impulsion de Tony Estanguet, Starck conçoit une médaille à partager qui est constituée de plusieurs parties séparables,. Mais cette proposition ne sera finalement pas retenue par le CIO.
Il a conquis un vaste marché et a rendu son style familier. L'une de ses créations les plus connues reste le Juicy Salif pour Alessi en 1987, mais Le Monde en 1998 écrit avec humour : « La création la plus connue de Starck, c'est son nom ! ».

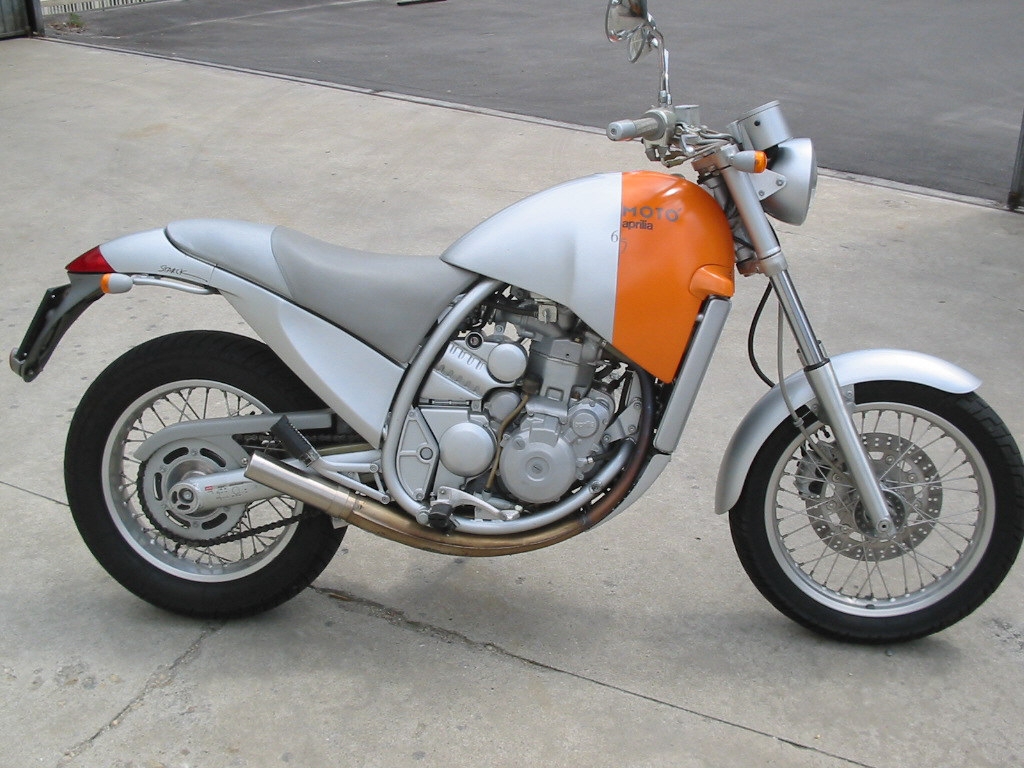
Aprilia 6.5 Motó.

L'œuvre prolifique de Philippe Starck a progressivement touché tous les domaines où peut s'appliquer le design : mobilier, décoration intérieure, architecture, mobilier urbain, industrie éolienne, Photomaton, Freebox, équipement de la maison (cuisines, ustensiles, revêtements, sanitaires), luminaires, électroménager, bureautique (de la télévision au presse-citron et de la brosse à dents à l'agrafeuse), arts de la table, habillement et accessoires (vêtements, chaussures, lunetterie, bagagerie, horlogerie), jouets, verrerie Baccarat, (parfum, miroirs), graphisme et édition, ou même alimentation (pâtes Panzani, bûche de noël Lenôtre), et véhicules (vélo, moto, yacht, avion), sur terre, sur mer, dans les airs et l'espace.
C'est au début des années 1980 que le grand public découvre Philippe Starck lorsque le président François Mitterrand, sur la recommandation de Jack Lang, ministre de la Culture, choisit son projet pour la décoration des appartements privés du palais de l'Élysée. Il crée d'ailleurs en 1982 le fauteuil Richard III et en 1984, avec une pointe d'humour, le Fauteuil J. à trois pieds, appartenant à la série « Lang ».
Dès 1984 sa renommée devient internationale grâce au succès du Café Costes,, qu'il remaniera plusieurs fois par la suite.
En 1985, il construit pour un cadre de l'agence CLM BBDO une maison sur l'Île Saint-Germain, la maison Le Moult également appelée le Sphinx. Il construit dans la foulée une maison pour lui puis les bureaux de son agence dans la même rue, la rue Pierre Poli, qui est rebaptisée quelque temps rue Starck,.
À l'occasion du Salon du meuble de Milan 2022, la marque fondée par Christian Dior collabore avec le créateurs français. Pour l'occasion, Philippe Starck réinterprète la chaise Médaillon en la rebaptisant Miss Dior, symbole du style Louis XVI si cher au fondateur de la maison de couture, qui l'utilisait pour asseoir les invités-clients en visite dans son atelier. Pour la Design Week de Milan 2023, Philippe Starck agrandit la collection avec le fauteuil Mister Dior en hommage au couturier.
En 2021, il est nommé parmi les Régents du Collège de 'Pataphysique (Chaire d'Abstraction Pratique & Concrétion Spéculative). Une exposition, « Paris est pataphysique », de mars à août 2023 suivra au musée Carnavalet.

#### Architecture
Philippe Starck conçoit dès 1989 au Japon plusieurs immeubles. Le premier, à Tokyo, Nani Nani, est un bâtiment anthropomorphique, recouvert d’un matériau vivant qui évolue avec le temps. Apparaît alors une conviction forte : la création doit investir un environnement, certes, mais sans le bouleverser.
Un an plus tard, il crée l’Asahi Beer Hall à Tokyo, puis Le Baron Vert en 1992, un ensemble de bureaux à Osaka.
En France, avec Luc Arsène-Henry, il signe le projet d'extension de l’École nationale supérieure des arts décoratifs (ENSAD) à Paris (un programme architectural long à être concrétisé, car le bâtiment ne sera inauguré qu'en 2004).
En 1991, il participe à la conception du Musée de Groningue dans sa forme actuelle en dessinant l'un de ses trois pavillons.
En 1994, il crée une maison bois en kit dont les plans sont vendus dans le catalogue  les 3 Suisses. Vendue 4 900 FFR sous la forme d'un coffret contenant plans, cassette vidéo, croquis et instructions, c'est son seul échec. En 2014, il aborde une seconde fois le logement individuel avec l'entreprise slovène Riko en créant P.A.T.H. (Prefabricated Accessible Technological Homes), des maisons modulables et écologiques accessibles à tous.
En 2000 est inaugurée la tour de contrôle de l'aéroport de Bordeaux-Mérignac, dessinée par Starck, et réalisée par le cabinet des architectes Luc Arsène-Henry et Alain Triaud.
S’ensuivent plusieurs projets architecturaux tels que : Le centre du design de Duravit, Hornberg, Germany (2004)-, L’Alhondiga ou Azkuna Zentroa , centre culturel et sportif, Bilbao, Spain (2009)-, Le Nuage, concept sportif et de bien-être, Montpellier France (2014)-.
En 2016, Starck collabore à nouveau avec Arsène-Henry pour la construction du chai du Château des Carmes Haut-Brion, à Bordeaux.
Lors du Grand Prix d'Italie 2024 à Monza, Alpine et Philippe Starck dévoilent le nouveau motorhome de l'écurie française Alpine F1 Team,.
En Octobre 2024, ouvre à Ronda, LA Almazara imaginé par Philippe Starck. Le projet est le premier moulin à huile d'olive conçu par un créateur de renommée internationale; Un lieu unique et immersif, avec une presse à huile, un musée et un restaurant. 

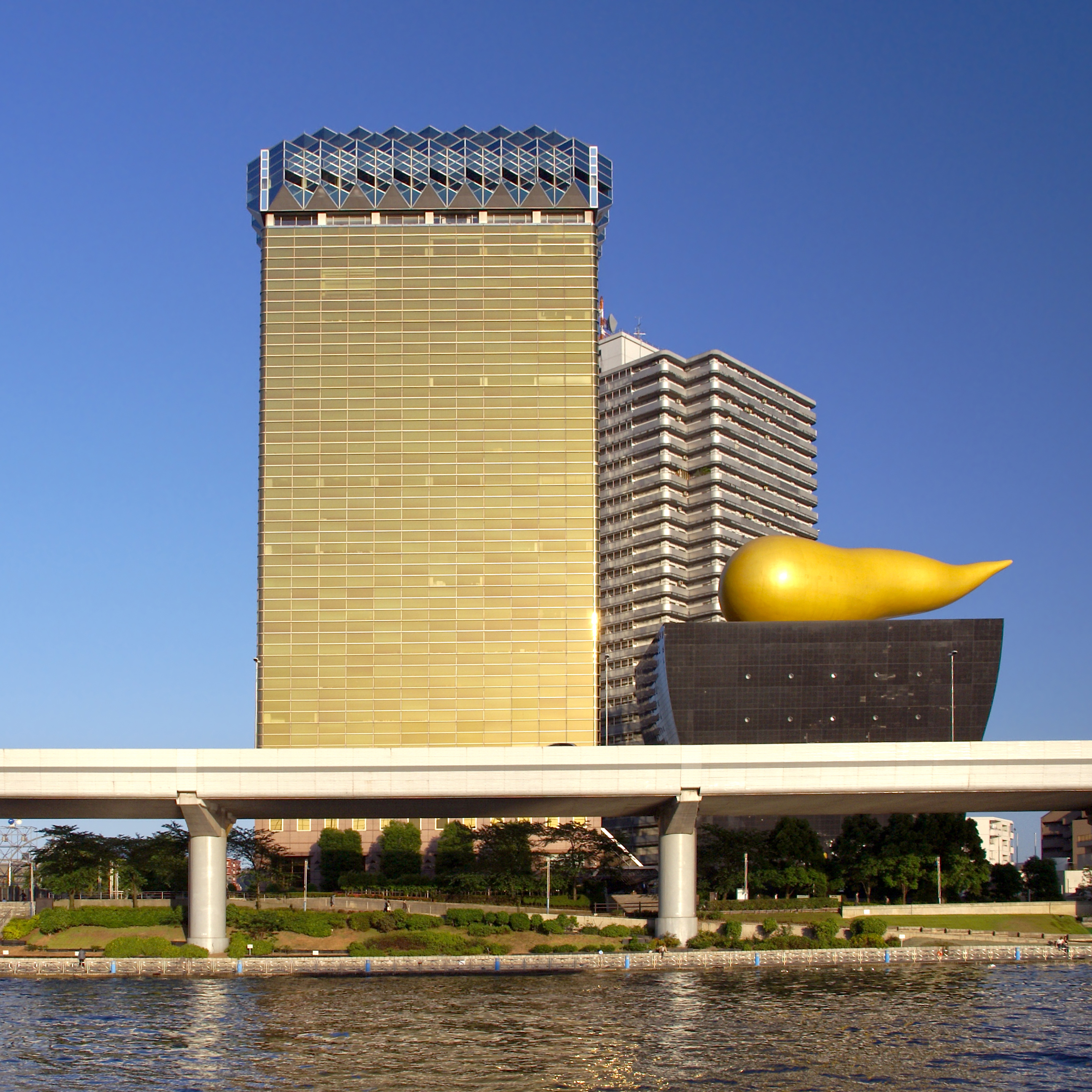
L'Asahi Beer Hall (1990) à Tokyo.
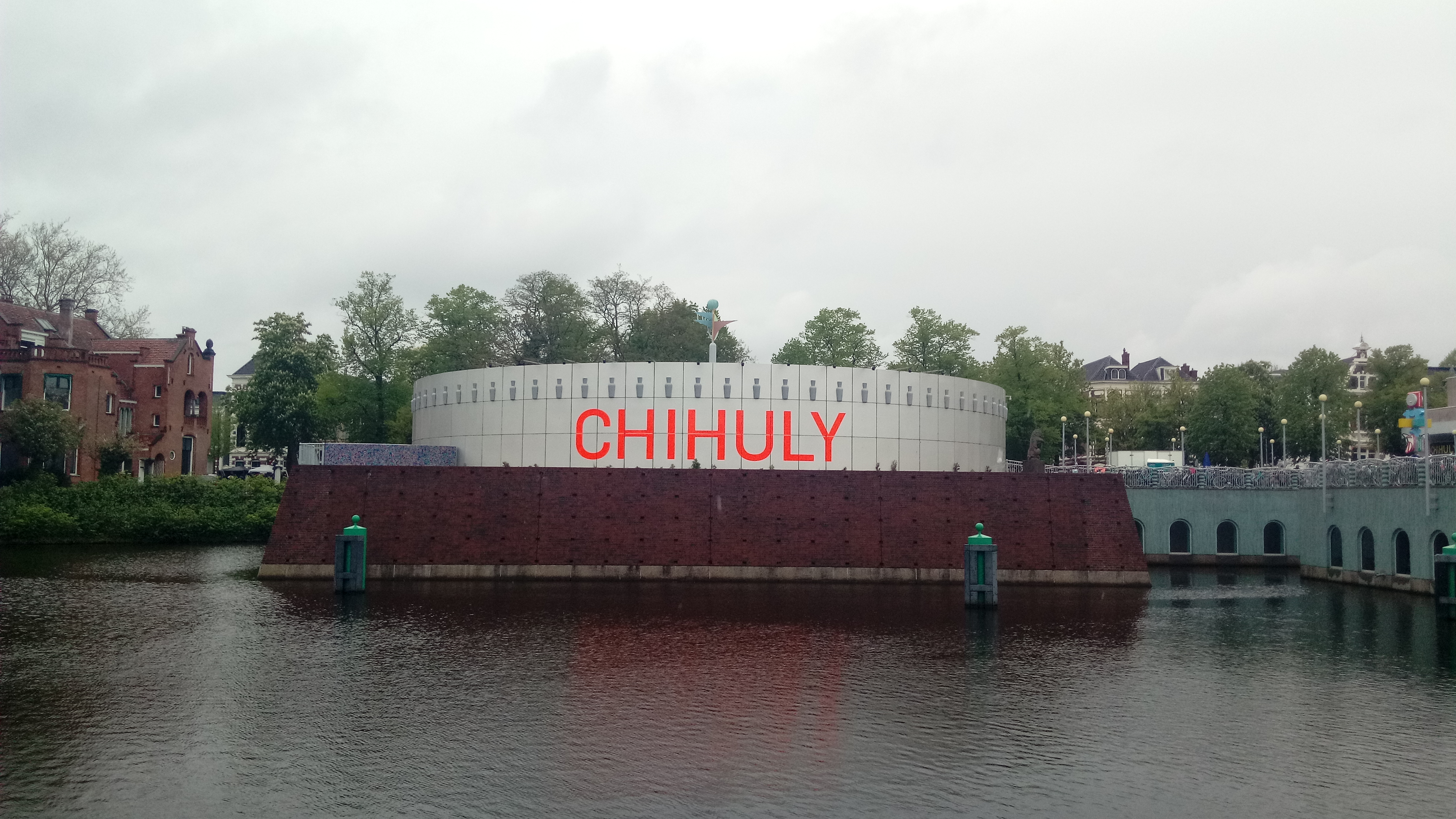
Pavillon du Musée de Groningue aux Pays-Bas (1991).
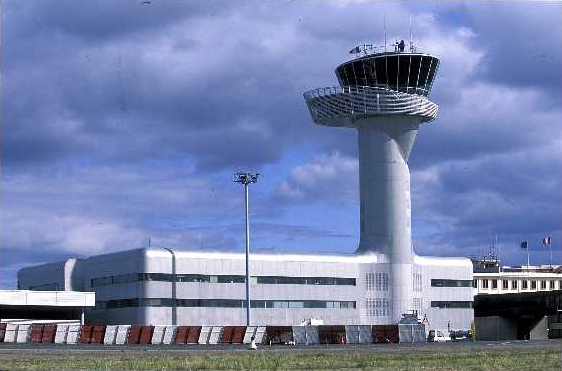
Tour de contrôle de l'aéroport de Bordeaux-Mérignac (2000).

#### Hôtels
Depuis la fin des années 1980, Philippe Starck s'est investi dans la conception intérieure d'hôtels dans différents pays du monde. Ainsi en 1988 le Royalton puis le Hudsonà New York, le Delano à Miami en 1995, le Mondrian à Los Angeles, à Londres le Saint Martin’s Lane en 1999 et le Sanderson en 2000. Starck s’est engagé dès 1990 dans la démocratisation des hôtels dits « de design et de qualité ». D’abord avec le Paramount à New York qui propose des chambres à 100 $ et qui devient un classique du genre.
En Amérique du Nord dans les années 2000, Philippe Starck développe également avec l'entrepreneur Sam Nazarian une nouvelle chaîne d'hôtels de luxe, les SLS, avec l'idée de renouveler les codes du secteur. Ainsi, le lobby le Bazaar du SLS de Los Angeles devient un centre de vie où se côtoient restaurants de tapas et health bar norvégien, pâtisserie gourmande et encore le concept store Moss. À Los Angeles, Miami ou à Las Vegas, il y a recréé l'atmosphère. Il en profite pour adouber le jeune artiste Tarek Benaoum qui appose sa patte originale dans les établissements de Miami en 2016 et de Las Vegas l’année d’après.
En 2005, Philippe Starck reçoit le prix du meilleur hôtel de l'année pour l'hôtel Faena de Buenos Aires ouvert l'année précédente et le Condé Nast Traveller le distingue pour son ambiance et son design. Philippe Starck conçoit l'hôtel Fasano à Rio de Janeiro en 2007 avec des matériaux comme le bois, le verre et le marbre.
Puis vient l'hôtellerie de luxe ;  En 2008, il revisite Le Meurice, et après deux ans de travaux, c'est le Royal Monceau  en 2010 après sa rénovation,.
En 2010, Philippe Starck inaugure la Co(o)rniche, hôtel situé sur le site de la Dune du Pilat. Puis la pension néo-basque des années 1930 la Ha(a)ïtza en 2016.
En 2017, Philippe Starck dévoile les intérieurs du S Hotel à Taipei, Taiwan, offrant à la clientèle une expérience couvrant les champs de l’art, de la culture, de l’intelligence et de la créativité.
En octobre 2018 Philippe Starck et le groupe Evok Hôtel ouvrent un nouvel hôtel situé rue de la Pompe, dans le 16e arrondissement de Paris, Le Brach. « Brach c’est un ancien centre de tri postal des années 70 que nous avons transformé [...]. Ce n’est pas du tout un lieu à la mode, c’est un lieu qui existe parce qu’il a cette ambition unique de nous faire voyager dans le temps, dans la géographie, dans la culture et finalement dans l’humain » déclare Philippe Starck,. En décembre de la même année, le 9 Confidentiel est inauguré dans le Marais à Paris.
Le 6 février 2015, Philippe Starck présente au Forum du Centre Pompidou-Metz le premier projet de la construction dans son entier d'un futur hôtel dans la cité messine, la Maison Heler Metz, qu’il a conçue comme une folie futuriste et surréaliste qui mettra en valeur l’histoire architecturale locale avec une ouverture en 2020.
La Réserve Eden au Lac (Zurich) ouvre ses portes en 2021 après une rénovation entière par Philippe Starck avec Michel Reybier, 110 ans après la construction de hôtel de luxe mythique au bord du lac. La même année Philippe Starck imagine Villa M, hôtel et restaurant lieu hybride et partagé dédié à la santé.
En 2022 Philippe Starck est le directeur artistique du TOO Hotel, qui ouvre ses portes au sommet d’une des Tours DUO de Jean Nouvel à Paris. La même année, il collabore à nouveau avec l’architecte Jean Nouvel et imagine le Rosewood Sao Paulo,un hôtel dont la majorité des matériaux utilisés sont d’origine locale et inspirés par la culture du Brésil. En 2022 également, Cyril Aouizerate, Michel Reybier et Philippe Starck s’associent et ouvrent le MOB House, hôtel et restaurant à Saint-Ouen, un concept pensé pour les plus longs séjours.
En 2023, Philippe Starck est le directeur artistique du Mondrian Bordeaux les Carmes, un hôtel au cœur du quartier des Chartrons à Bordeaux qui s’inspire de la culture nippone dans une architecture typiquement bordelaise,.

#### Restaurants
Outre le Coste, Philippe Starck a renouvelé ou créé les décors de plusieurs restaurants, ainsi le Manin (1985) à Tokyo, le Theatron à Mexico au Mexique, ouvert en 1985, le Teatriz à Madrid.
À Paris, les restaurants Bon (2000) et Bon II (2002) dédiés au bio et au sain, Le Kong (2003) avec son ambiance très moderne, Le Paradis du fruit (2009), le Mori Venice Bar (2010) ou l'excentrique Miss Ko près des Champs-Élysées (2013). En 2012, le restaurant Ma Cocotte ouvre ses portes aux Puces de Saint-Ouen, sa décoration extérieure et intérieure entièrement imaginée par Philippe Starck. Il est suivi pendant l'été 2019, d'un deuxième restaurant Ma Cocotte au cœur du Westfield Forum des Halles.
Le restaurant A'Trego au Cap d'Ail ouvert en 2011, un restaurant de trois étages, qui s’étend sur une surface de 1 000 m2, conçu comme une (grande) cabane de pêcheur.

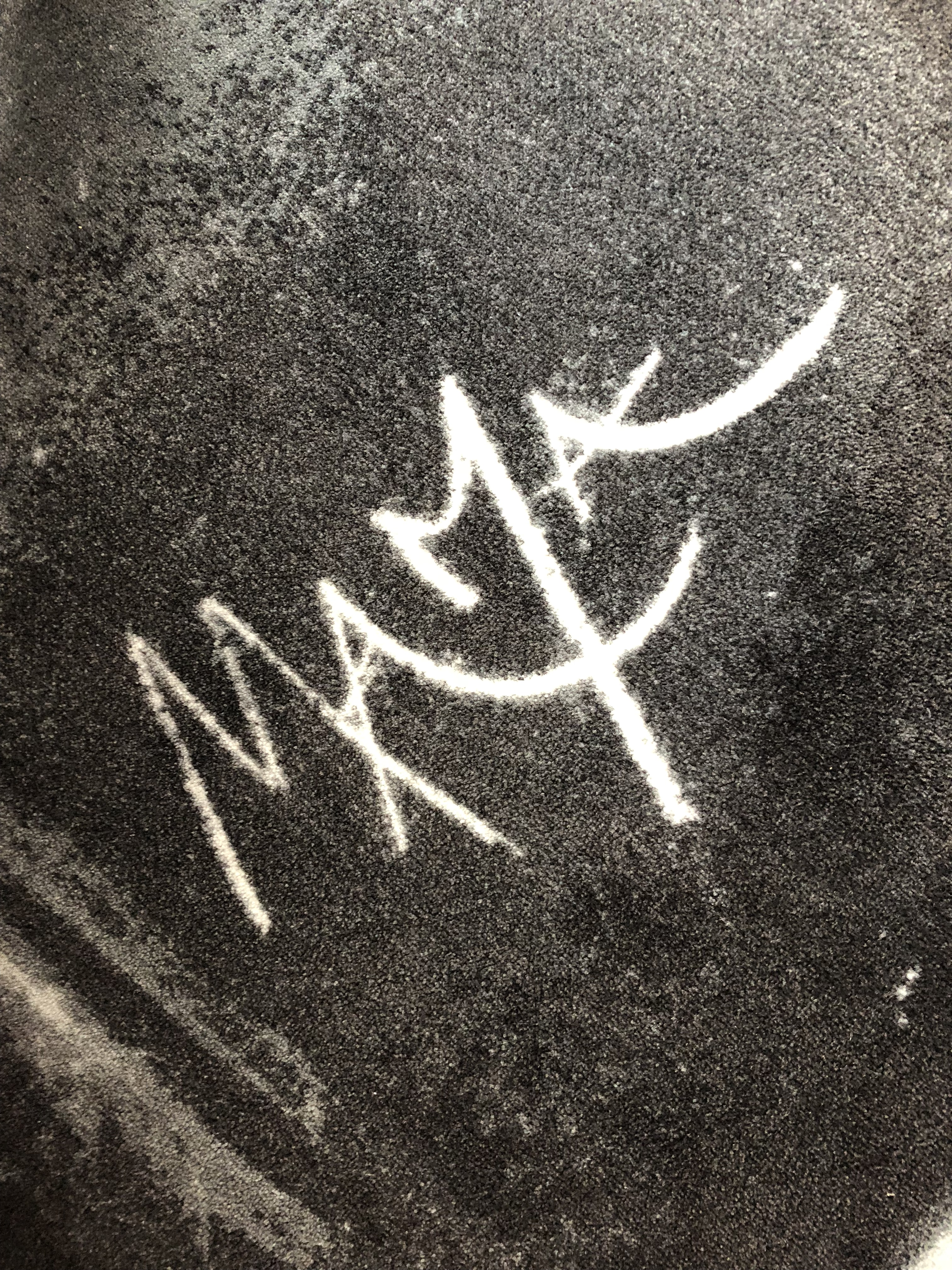
Mama.

En 2008, associé à Serge Trigano, il applique à Paris son idée de démocratisation en concevant le Mama Shelter. Les ouvertures se succèdent en 2012 puis 2013, à Marseille, Istanbul, Lyon et Bordeaux. L'année suivante, lors de l'arrivée d'Accor au sein de Mama Shelter, il cède ses parts ; Thierry Gaugain son ancien bras-droit lui succède.
Philippe Starck accompagne les frères Massimiliano et Raffaele Alajmo en réalisant le
Caffè Stern (2014) à Paris, le restaurant Amo (2016) à Venise et en dirigeant la rénovation du restaurant historique vénitien Quadri (2018). La collaboration continue avec l'ouverture du restaurant Amor en avril 2019 où les frères Alajmo et Philippe Starck réinventent la restauration rapide haut de gamme à Milan.
En janvier 2019, trente-cinq ans après sa première collaboration avec Jean-Louis Costes, le restaurant et bar L'Avenue at Saks ouvre ses portes à New York, sur deux étages, Le Salon, salle de restaurant façon coffret à bijoux en ivoire et Le Chalet, un bar plus intimiste et chaleureux. Le Lieu est à la hauteur de la réputation du designer en matière d'atmosphère.
À l'invitation de Michel Reybier, Philippe Starck imagine le restaurant et plage privé La Réserve à la Plage à Saint-Tropez. Ouvert en juin 2019, le projet de Starck préserve la beauté sauvage de la plage de Pampelonne et retrouve l’esprit originel de Saint-Tropez. Le même mois, l'hôtel Lily of the Valley ouvre à la Croix-Valmer ; un 5-étoiles contemporain et dédié au bien-être sur la presqu’île de Saint-Tropez, intégré dans une nature luxuriante et surplombant la Méditerranée. Son architecture, entièrement imaginée par Philippe Starck est inspirée à la fois des villas californiennes et des Jardins suspendus de Babylone.

#### Nautisme et sports

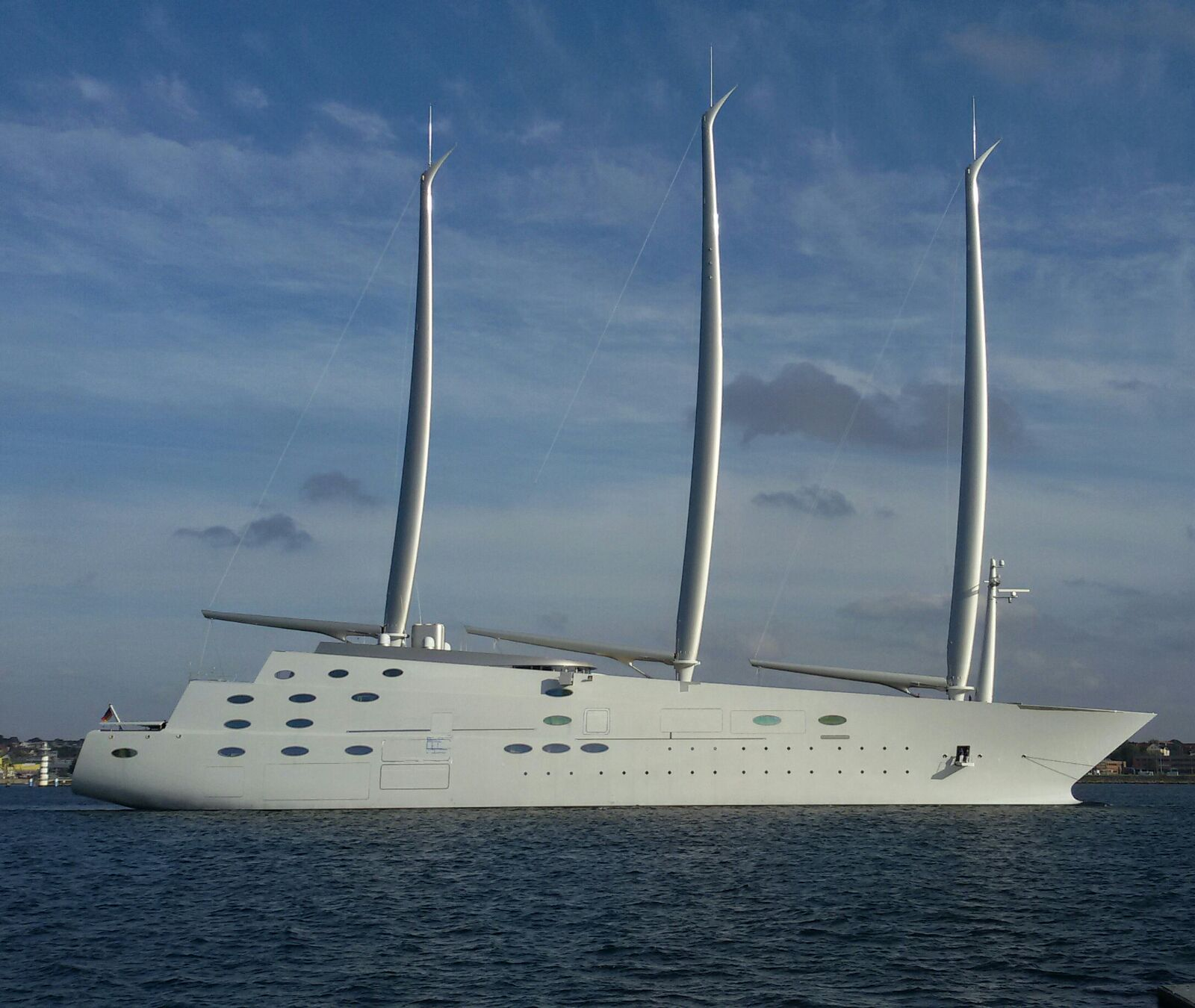
Le voilier A (yacht à voile).

Passionné par la mer et les bateaux, Philippe Starck a inauguré en avril 2012 le Port Adriano, port dont il a conçu l'esthétique extérieure et l'organisation intérieure, situé près du village d'El Toro, sur la côte sud de l’île de Majorque. Il a également désigné le Motor Yacht A en 2008, le bateau Venus de Steve Jobs qui a été mis à l'eau en octobre 2012, et le plus grand voilier au monde, le Sailing Yacht A (yacht à voile). Ce yacht  mesure 142,81 mètres de long, près de 25 mètres de large, pour 12,700 tonnes.
La société nationale de sauvetage en mer fait appel à Philippe Starck en 2016 pour imaginer le design d'un dispositif d’alerte portable, il crée alors gracieusement le design de DIAL - un dispositif individuel d’alerte et de localisation, lancé lors du salon nautique à Paris en décembre 2018. En 2021, il dessine gracieusement la nouvelle livrée des navires de sauvetage de la SNSM, destinée à rendre plus visibles les canots en intervention.
Imaginée par Sébastien Chabal et dessinée par Philippe Starck est inaugurée en 2016 la première station Sport Lib' . Il s’agit d’un équipement collectif en plein air, accessible à tous, destiné à la pratique sportive, basé sur des exercices exécutés avec le poids du corps. Cette initiative s’inscrit dans la dynamique du « Plan héritage 2024 » lié à l’attribution à Paris de l’organisation des Jeux Olympiques et a pour ambition de mettre les Français en mouvement sur l’ensemble du territoire en les encourageant à faire du sport.

#### Lieux de loisirs et de culture

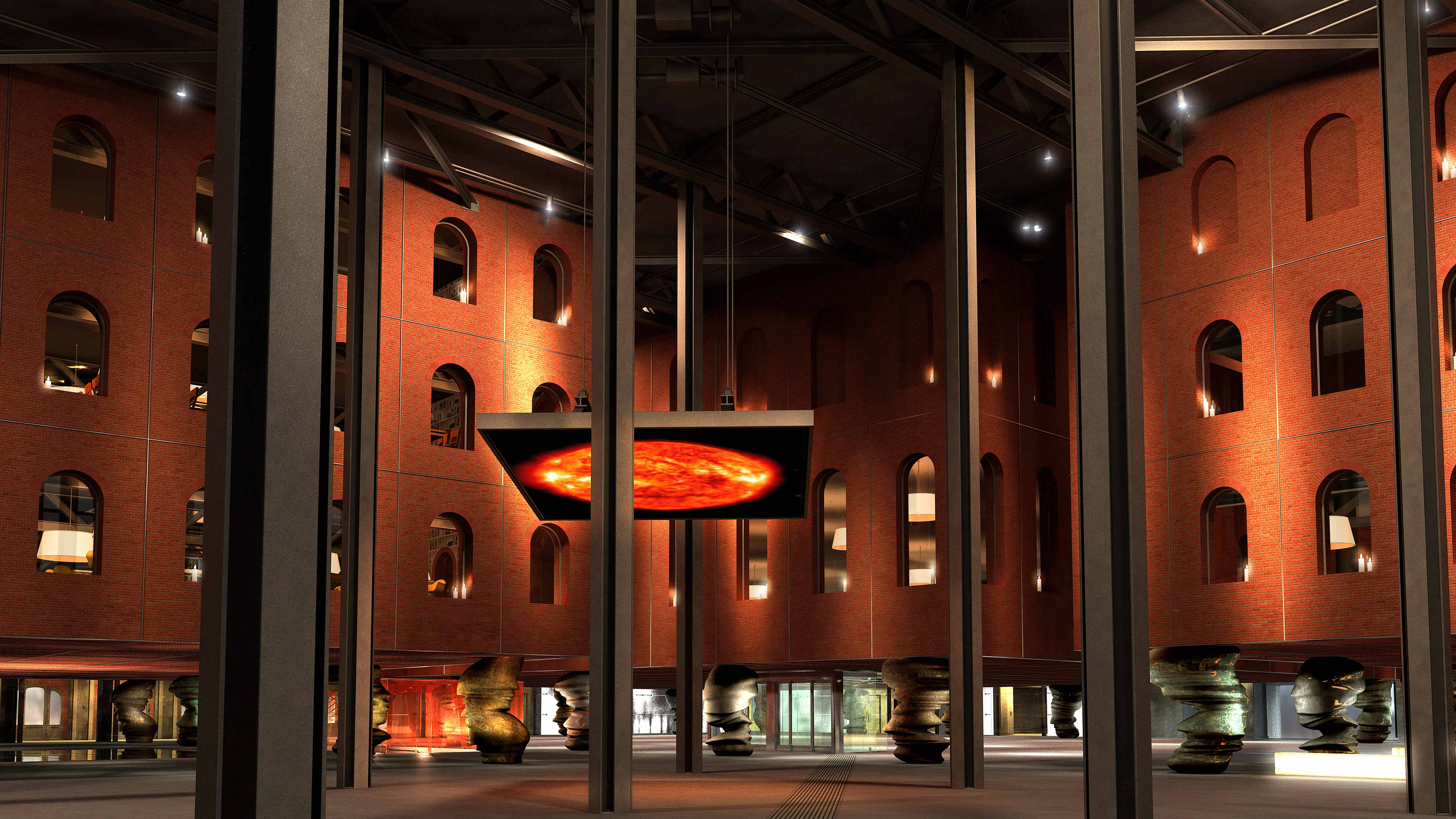
Alhondiga, Bilbao, 2010.

À l'aube des années 1980, il décore les 1 200 m2  d'une nouvelle discothèque à la mode, la Main Bleue à Montreuil, ouverte par François Baudot.
En 2010 à Bilbao, Philippe Starck a reconverti La Alhóndiga , ancien entrepôt à vin conçu par Ricardo Bastida, en 1909 en Alhondiga Bilbao, une construction ouverte, innovative et durable,,.
Initiée en 2011 et dévoilée en 2014, l'Ideas Box sur laquelle Starck travaille avec Bibliothèques sans frontières est une médiathèque en kit qui permet de faciliter l’accès à la culture, l’éducation et l’information aux personnes les plus isolées, des camps de réfugiés aux quartiers populaires. Déployable en 18 minutes, cette boîte fournit internet, livres et films n'importe où sur Terre.
Le Nuage inauguré en 2014 à Montpellier, s’est imposé comme un village vertical autour d’activités culturelles, sportives et de détente. Enveloppé d’une membrane transparente en polymère dite ETFE, il est présenté comme le premier bâtiment privé gonflable réalisé en Europe.

#### Champagne et bière
En 2014, Philippe Starck et la Maison Louis Roederer ont lancé le Champagne Brut Nature 2006, premier champagne non dosé de l’histoire de la Maison. Starck a dessiné l'étiquette et le coffret mais il a aussi participé à la confection du champagne, condition sine qua non pour sa participation au projet. Le créateur a apporté ses idées sur une vision moderne, contemporaine d’un champagne. La collaboration continue avec en 2016 le lancement du second millésime, le Champagne Brut Nature 2009, puis en 2019 avec les Champagnes Brut Nature 2012 blanc et rosé.
En 2015, Philippe Starck travaille avec Sébastien Blaquière, fondateur de la Brasserie d’Olt sur la création de la Starck Beer, une bière à la composition certifiée Agriculture biologique, lancé en 2017.

#### Électroménager et arts de la table
Présentée en avant-première lors de l'édition 2015 de l'IFA, Starck dévoile la collection Gorenje by Starck, une collection d'électroménager rassemblant des fours, réfrigérateurs et tables de cuisson design.
En 2015, Philippe Starck initie une collaboration avec Degrenne, les spécialistes français des arts de la table afin de réinventer l'économe. En 2017 paraît L'Économe by Starck; une collection d'outils de cuisine et de table. En 2019 la collaboration s'enrichit avec la vaisselle modulable Les Acolytes et la collection de verres L'imperturbable.
En 2023, À l'occasion des 160 ans de Perrier, Philippe Starck ré-imagine l’iconique bouteille verte avec la nouvelle édition limitée Perrier + Starck. Il la dessine en écho à la lentille de Fresnel et à sa diffraction.

#### Parfums
En 2010, Philippe Starck entame une collaboration avec Nina Ricci pour la création du nouveau flacon de L'Air du temps.
En 2016, Philippe Starck présente Starck Paris, une première collection de parfums réalisés en collaboration avec de grands maîtres parfumeurs : Annick Ménardo, Daphné Bugey et Dominique Ropion. En 2018, Starck Paris a présenté deux nouveautés : Peau de Nuit Infini et Peau de Lumière Magique.
En 2020, il collabore une nouvelle fois avec Dominique Ropion. Ensemble ils créent Peau d'Amour, une ode à l'amour, à la nature féminine et au pouvoir de l'abstraction.

#### Innovation et technologie
En 1996, Philippe Starck lance Starck Eyes, une marque de lunettes en collaboration avec Alain Mikli. Rachetée en 2013 par Luxottica, les lunettes Starck Eyes sont des lunettes « bioniques » dont la technologie biomécanique brevetée est directement inspirée du corps. En 2019, Starck Eyes devient Starck Biotech Paris et révolutionne le design en faisant du bionisme son élément central.
Philippe Starck a imaginé pour Xiaomi un smartphone sans bordure : le Xiaomi Mi Mix, annoncé le 25 octobre 2016 suivi en 2017 d'une seconde version de ce téléphone : le Mi Mix 2.
À la demande d'Axiom Space, société d'exploration spatiale privée, Philippe Starck crée l'intérieur du module d'habitation de la station spatiale destiné à des particuliers pour se rendre à destination de la Station spatiale internationale (SSI) à partir de 2020. Le designer a été appelé par Axiom à concevoir de véritables habitations dans les modules, confortables et luxueuses, mais surtout étudiées pour la vie en apesanteur, de larges fenêtres aux bords arrondis ont été ménagées afin de laisser le regard parcourir l’infini étoilé ou la planète bleue. Quant aux parois intérieures de ces cabines, elles sont recouvertes de daim et constellées de LEDs qui assurent un éclairage optimal au fil de la journée. Philippe Starck a également prévu d’habiller de tissu doré les poignées qui permettent d’atteindre n’importe quelle fenêtre en apesanteur à l’intérieur de la cabine.
Au printemps 2019, Philippe Starck lance une chaise dessinée à l'aide de l'intelligence artificielle, la « A.I. ». Pour la concevoir, il a collaboré avec la société Autodesk, éditrice de logiciels de conception assistée par ordinateur.  
En 2019, Philippe Starck imagine le design d'une bague de paiement connectée développée par la start-up Corse Icare technologies, Aeklys by Starck. Une bague de paiement sans contact sécurisée et « made in France ».
En 2021 Starck s’associe avec Delta Café pour créer RISE Delta Q, machine à café dotée du système RISE, un procédé révolutionnaire d'extraction inversée de café.
Baliston by Starck sort au printemps 2023, une collection de chaussures à la technologie augmentée, 100 % recyclables. Elles intègrent un module capteur breveté qui analyse la façon dont le porteur se déplace afin de lui fournir des informations et des recommandations personnalisées.La même année, à la COP 28 de Dubai, sont présentées les stations de ravitaillement HRS BY STARCK. Ces bornes à hydrogène sont accessibles à tous permettant de réduire considérablement les émissions des combustibles fossiles.

## Discours écologiste et politique

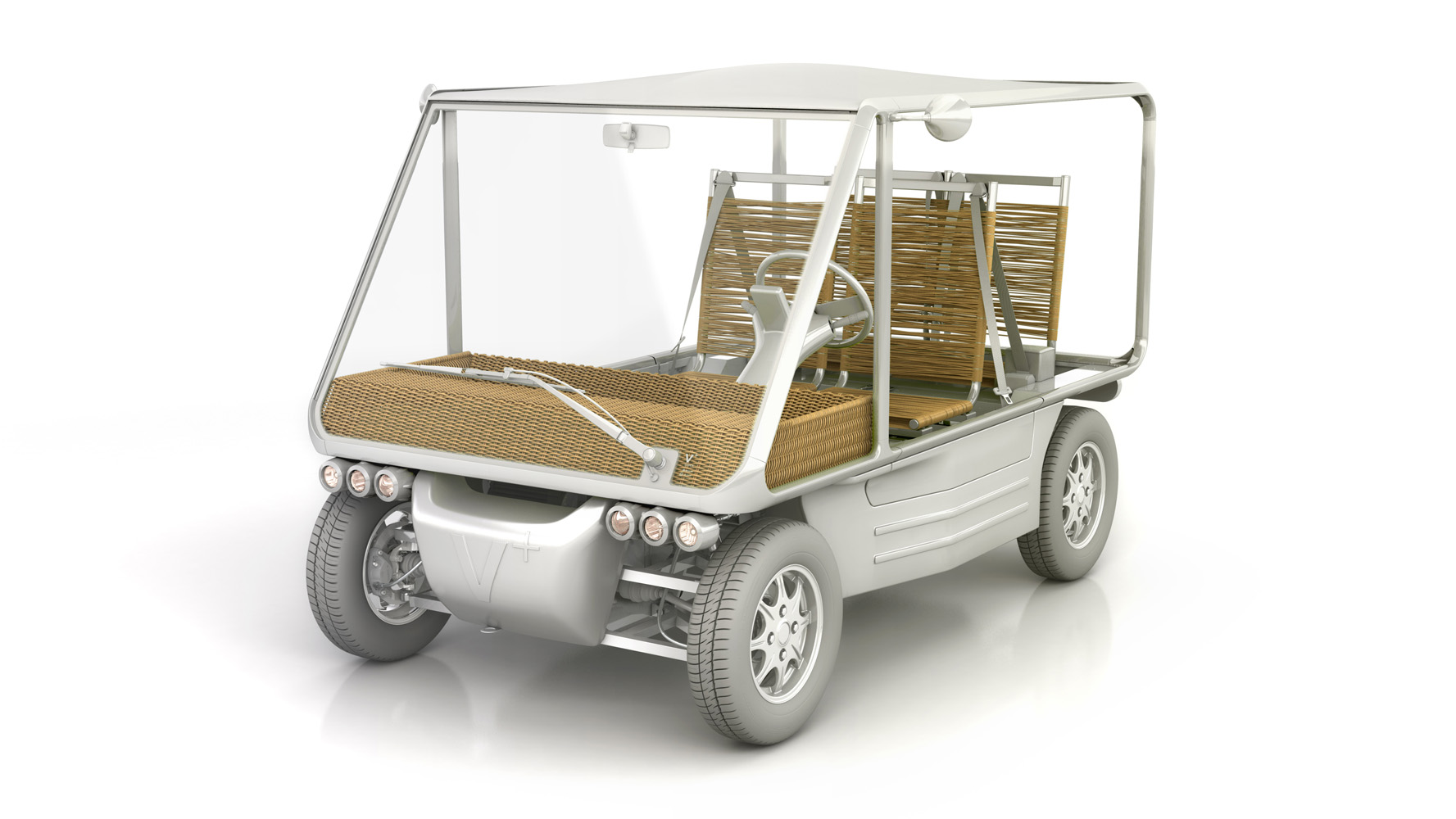
Volteis, véhicule électrique, 2012.

En août 2011, il déclare au magazine économique Challenges : « Quand j'ai créé mon agence il y a trente-deux ans, j'ai fait adopter une charte éthique en m'interdisant certains secteurs comme les armes, l'alcool, le tabac, le pétrole et la religion. C'est extrêmement coûteux, car ces gens ont beaucoup d'argent et donneraient tout pour prendre votre intégrité. »
En novembre 2012, Starck publie son premier livre d'entretiens, intitulé Impression d'ailleurs, réalisé avec Gilles Vanderpooten, dans lequel il livre son regard sur les enjeux du monde qui vient (écologie, solidarité, jeunesse, science)
. Ces propos sont l'illustration d'un autre ouvrage, seul essai critique publié à ce jour sur Philippe Starck par l'universitaire Christine Bauer : Le cas Philippe Starck ou de la construction de la notoriété
.
Parallèlement à ce positionnement parfois qualifié de politique, il mène des entreprises médiatiques telle la Gun Lamp (Flos, 2003), une lampe d’architecte géante, la Superarchimoon (Flos, 2000), haute de 214 centimètres, les luminaires Haaa!!! Et Hooo!!! Imaginés avec l’artiste Jenny Holzer (Flos/Baccarat, 2007) ou de monumentaux lustres de la collection Darkside, dont Zenith (Baccarat, 2011).
Il emploie fréquemment le ton de l'humour pour nommer ses créations (fauteuil « Ploof », tabouret « Dadada », chaise « Boom ») « Le plus bel exemple quotidien de la relativité, le plus beau symptôme de l'intelligence humaine, c'est l'humour. […] Un design sans humour n'est pas humain. Le mot « beau » ne veut rien dire. Seule la cohérence compte. Un objet, design ou pas, est avant tout un objet qui réunit tous les paramètres de l'intelligence humaine, qui réconcilie les contraires. Le manque d'humour est la définition de la vulgarité ».
Philippe Starck a créé le catalogue Good Goods (170 produits écologiques) en 1998 avec La Redoute,, ainsi que sa propre compagnie d'aliments biologiques OAO. Il lance le concept d'« écologie démocratique » en proposant des éoliennes personnelles et en annonçant des bateaux solaires ou des véhicules à hydrogène. Quelques dernières œuvres à caractères écologiques sont la V+ Volteis, voiture électrique (2010) ou encore le vélo Pibal, commandé par la ville de Bordeaux (2010), la corbeille à papier écologique Elise (2010), les chaises Zartan de Magis (2009) - première chaise rotomoulée entièrement recyclée et Broom de Emeco (2012) ou encore Speetbox by Starck, qui vise à rendre l’écologie et la technologie accessibles à tous, en offrant la possibilité d’une solution de chauffage économique, performante et adaptée.
En 2014, Philippe Starck et Riko, fabricant de constructions en bois, lancent une collection de maisons préfabriquées technologiques et accessibles, P.A.T.H. Habitat à énergie positive, la maison P.A.T.H est construite selon des méthodes de préfabrication industrielles et propose des solutions technologiques de pointe qui permettent de réduire considérablement les dépenses d’énergie de leurs propriétaires.
Après trois ans de développement, à l’automne 2015, Philippe Starck dévoile sa première collection avec la marque brésilienne Ipanema. Les sandales Ipanema with Starck, au design minimal et organique, sont produites dans des usines éco-responsables au Brésil. Pour le dernier lancement de la collection en avril 2019, les sandales sont maintenant fabriquées à partir de matériaux 100% recyclables.
En 2016, avec les premières chaises de la collection Generic pour Kartell, Starck présente les lignes Generic: les Generic.A pour administration et Generic.C pour café, suivies par la table Generic B pour Bistro, la chaise Generic CW pour « catwalk » et Generic for Venice, un hommage au Harry’s Bar de Venise et à son gérant Arrigo Cipriani. Elles sont pour Starck « une démarche intéressante intellectuellement, mais qui l’est également en termes d’économie et d’écologie car c’est avant tout un travail sur l’intelligence de la matière, sur l’intelligence de la structure ». En 2019, visant à dépasser le choix évident du cuir pour le mobilier, Philippe Starck a imaginé pour Cassina une gamme en cuir de pomme. La même année il crée Smart Wood pour Kartell, une collection de sièges conçus avec un minimum de matière grâce à une technique de moulage de résidus de bois.
Aujourd'hui devenu l'un des designers français contemporains les plus connus dans le monde de nombreuses sociétés font appel à Philippe Starck que ce soit dans l'alimentaire, la technologie, les transports, l'ameublement, l'aéronautique…
Ses créations sont exposées dans les collections de musées européens et américains, entre autres au musée national d'art moderne (grâce à plusieurs dons, notamment de ses prototypes), au musée des arts décoratifs de Paris, au MoMA, au Brooklyn Museum de New York, au Vitra Design Museum de Bâle au Victoria and Albert Museum et au Design Museum de Londres,. Plus de 660 de ses œuvres figurent dans les collections publiques françaises en 2011.

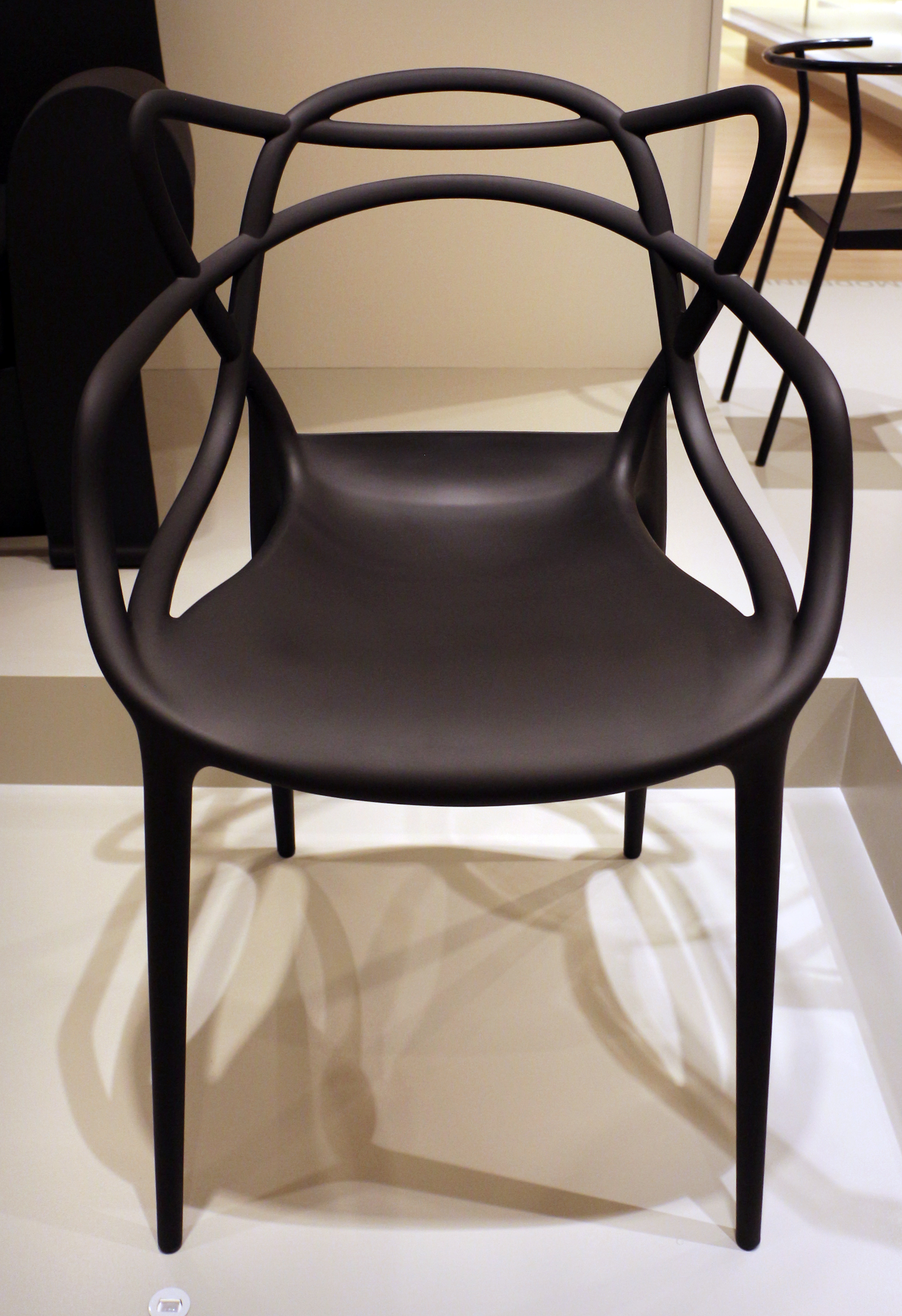
Chaise masters, hommage aux maitres, Arne Jacobsen, Charles Eames, Eero Saarinen, édité par Kartell, Indianapolis Museum of Art.
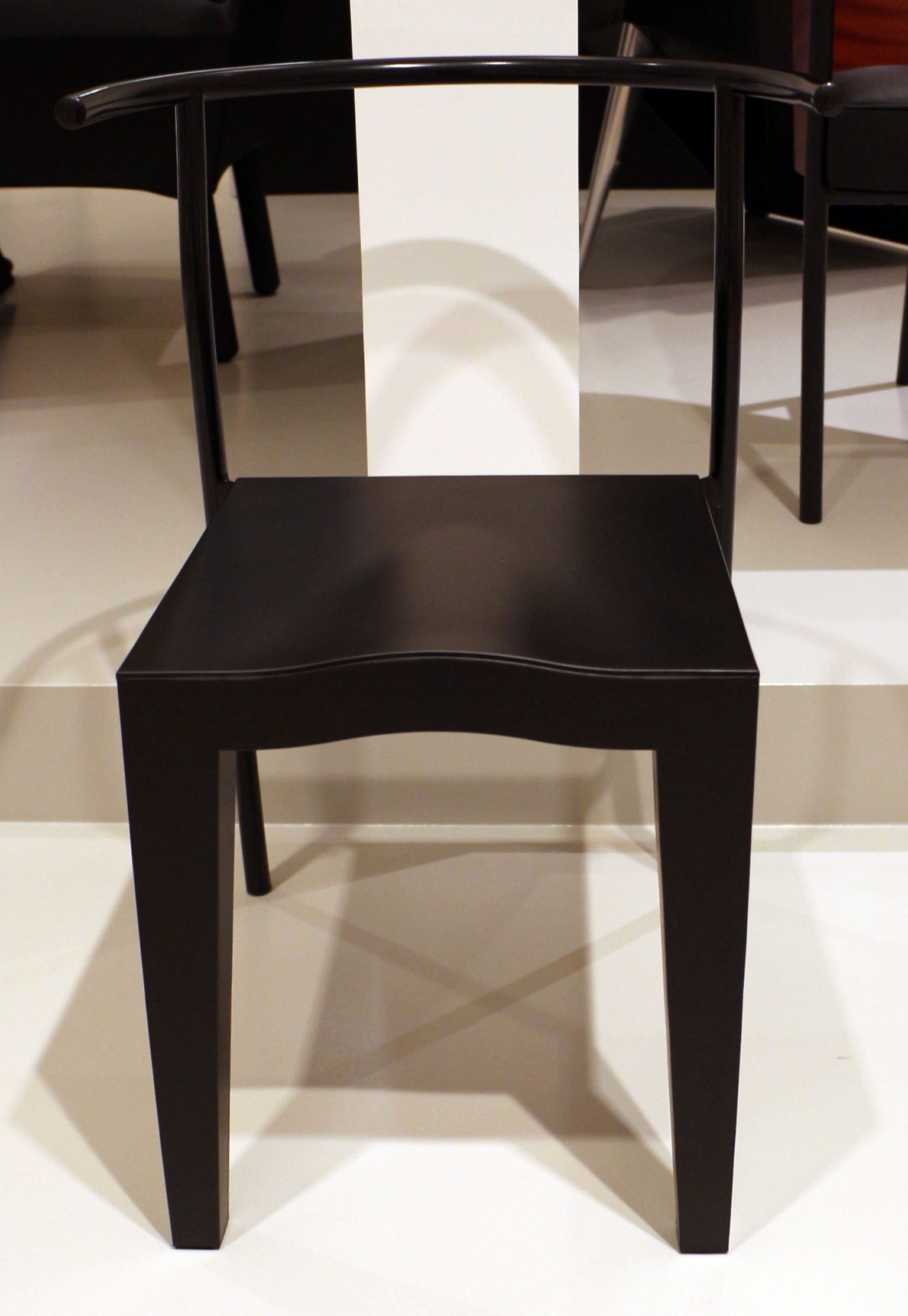
Chaise Dr.Glob, édité par Kartell, Indianapolis Museum of Art.
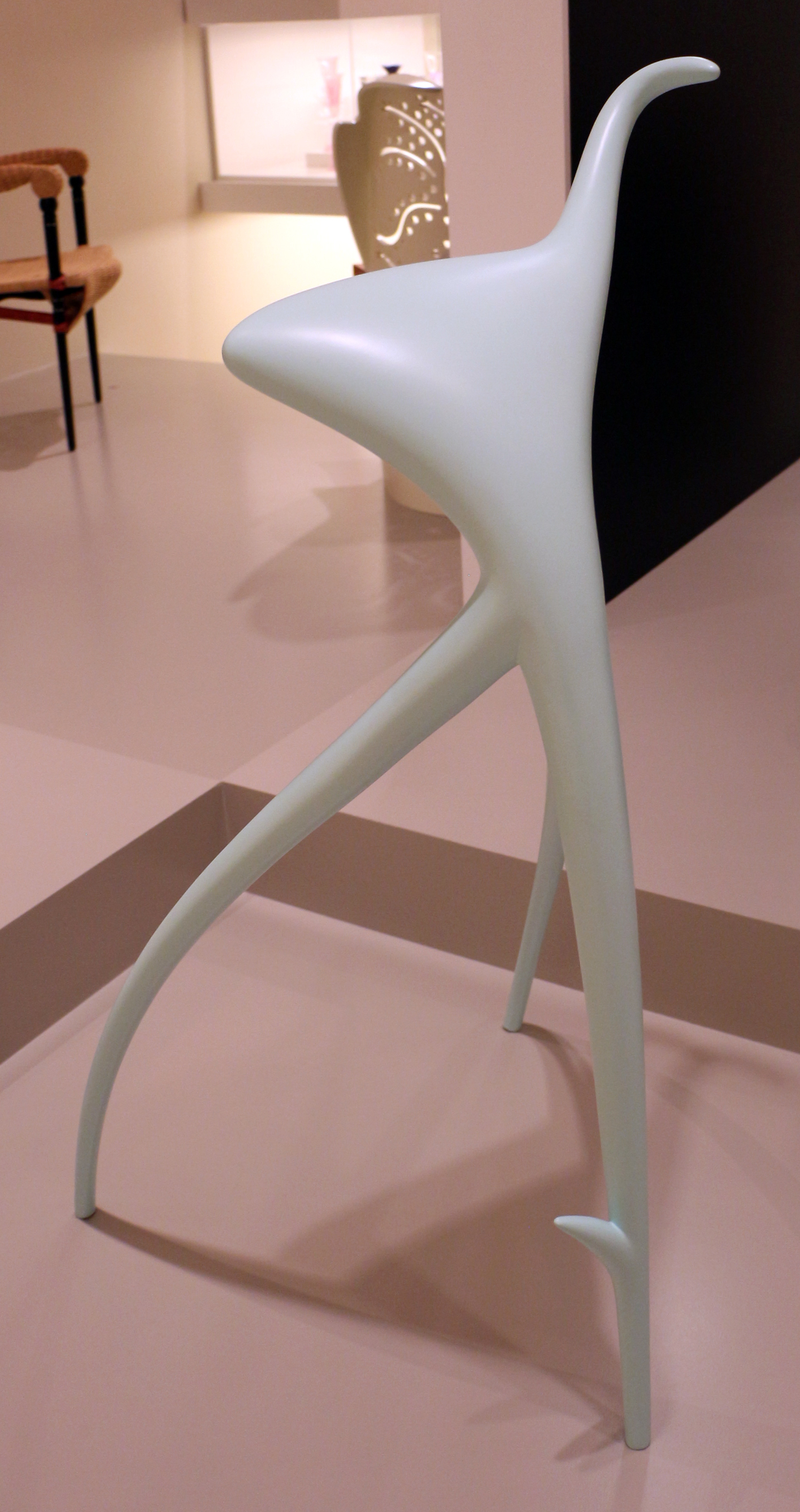
Tabouret W.W., 1990, aluminium moulé, laqué, édité par Vitra, Indianapolis Museum of Art.
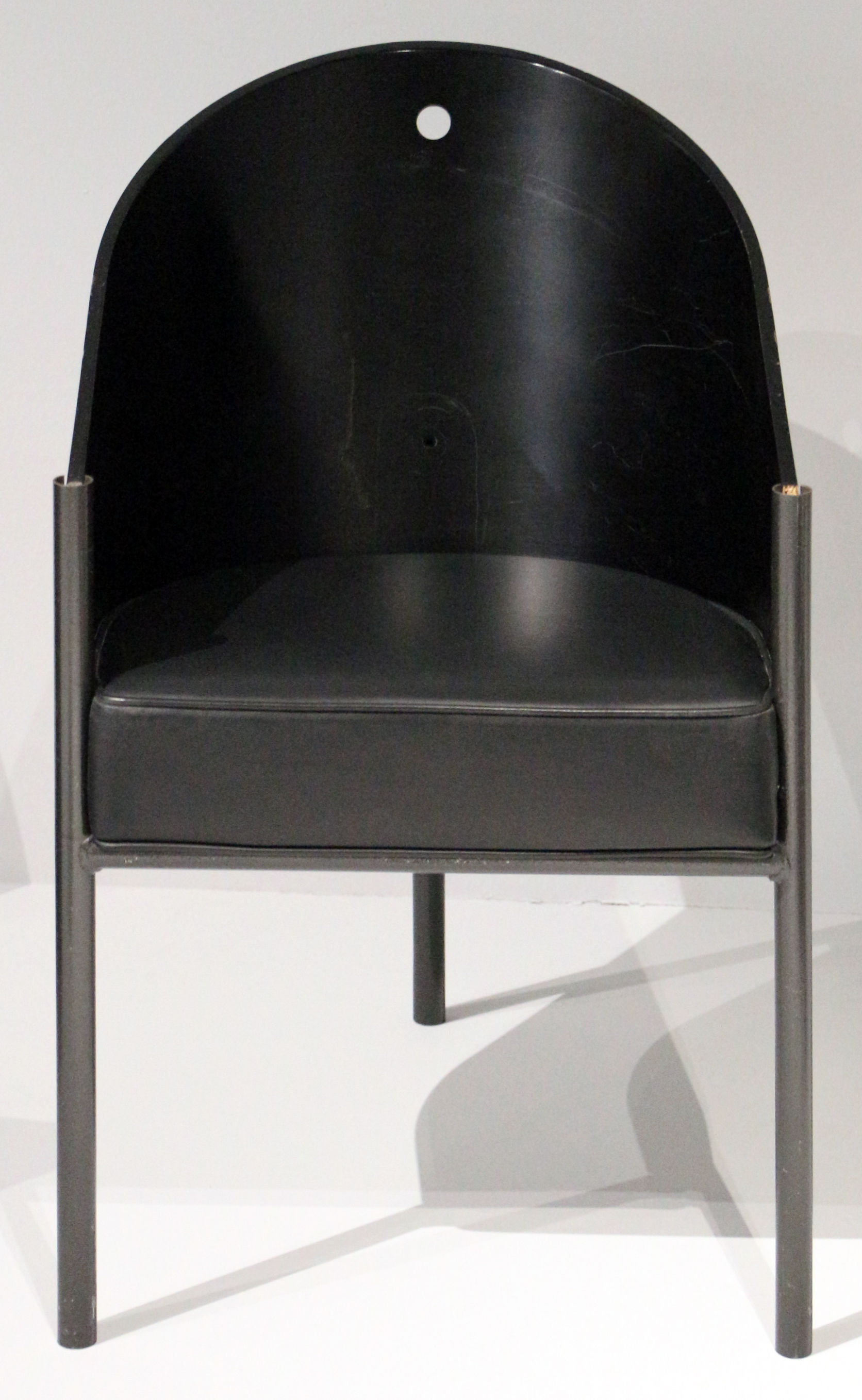
Chaise Costes, Centre Georges Pompidou.
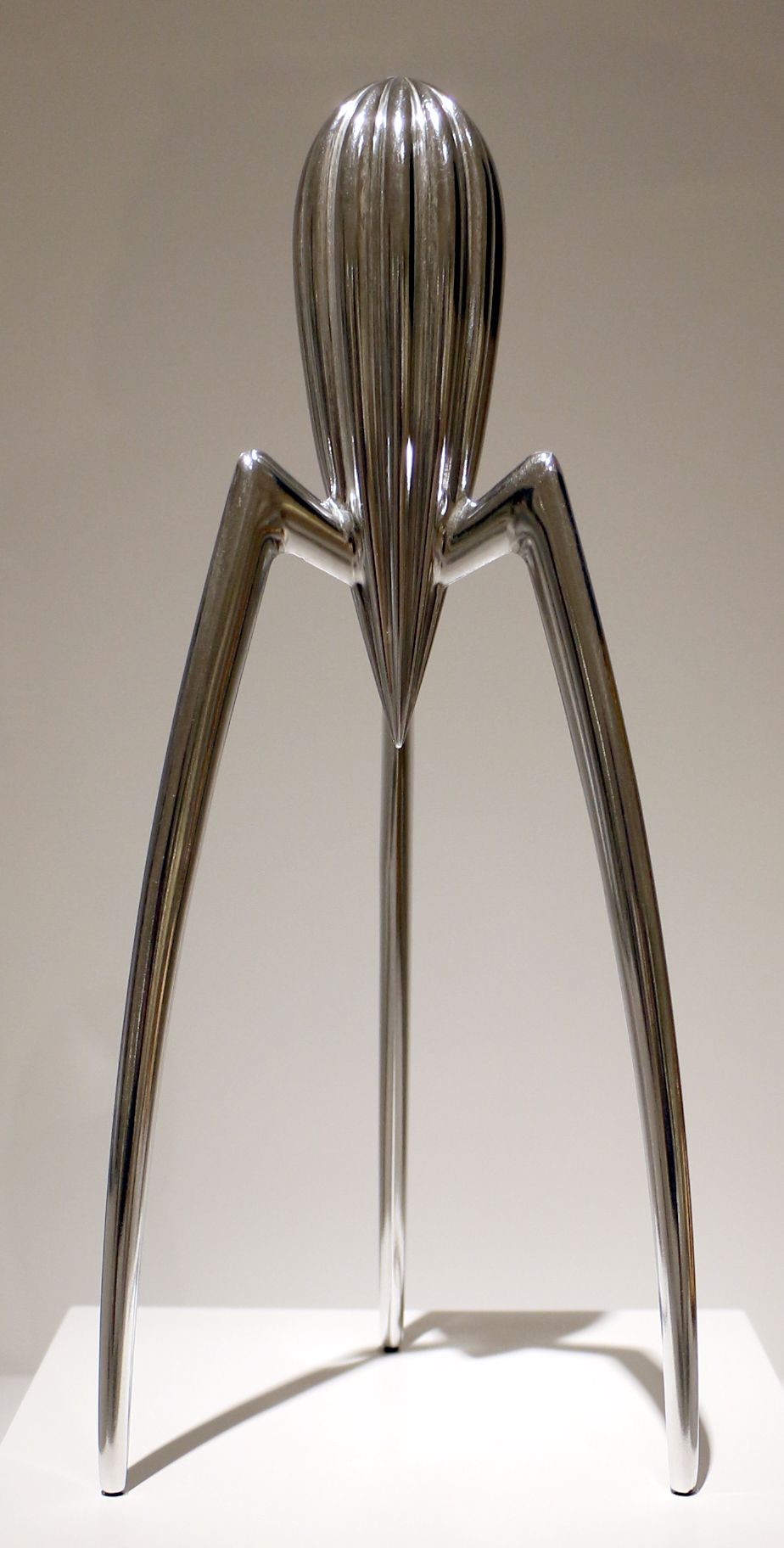
Presse agrumes Juicy Salif, édité par Alessi, Indianapolis Museum of Art.
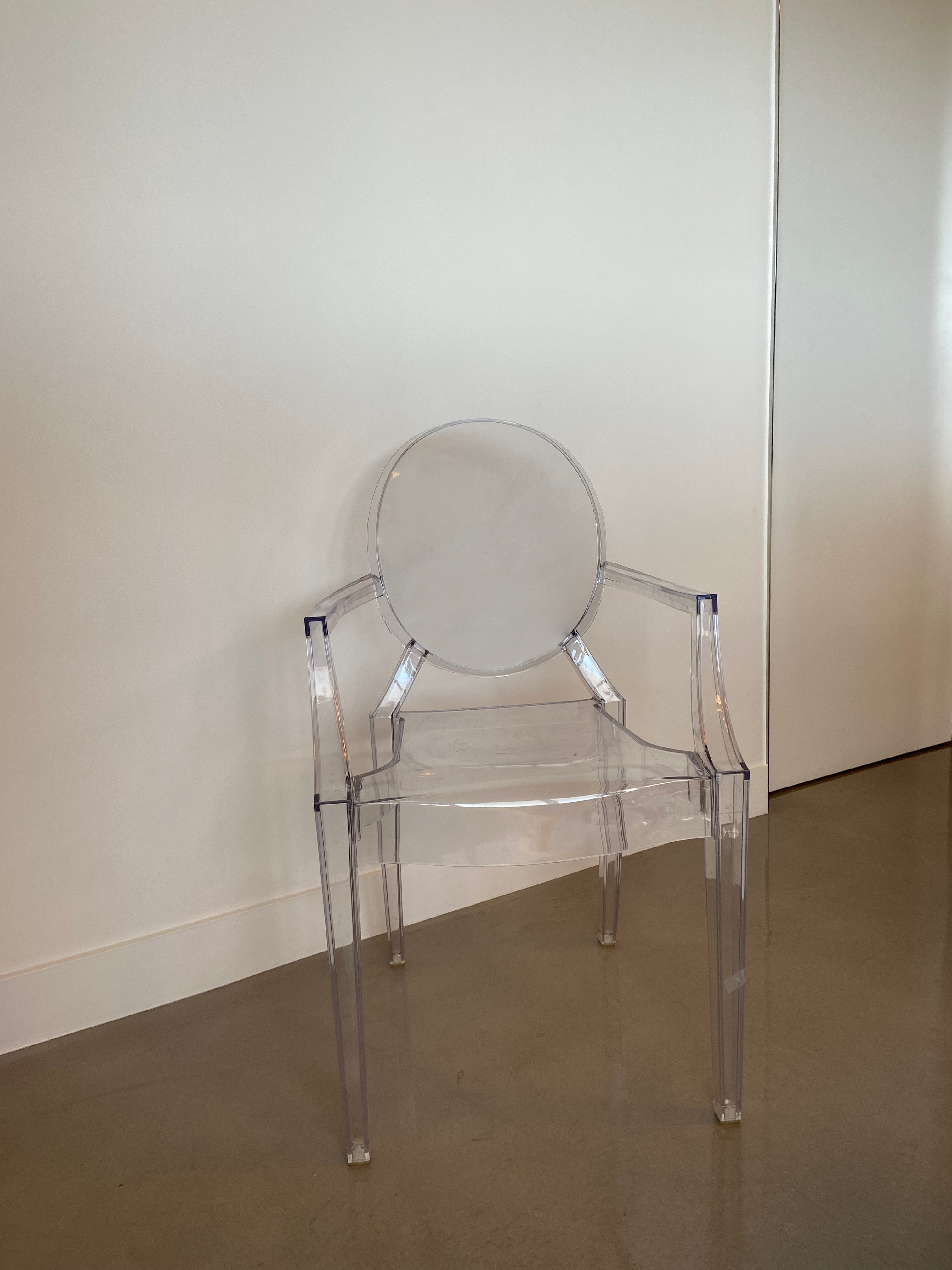
Chaise Louis Ghost éditée par Kartell en 2000

## Expositions
- Philippe Starck, Paris est pataphysique, Musée Carnavalet, Paris, du 29 mars au 27 août 2023[157],
- Starck. Dessins secrets avec le Centre Pompidou à Malaga du 11 mai au 17 septembre 2017[158].
- Philippe Starck, Musée National d'Art Moderne, Paris, du 26 février au 12 mai 2003[159].

## Vie privée
Marié à quatre reprises, il est depuis décembre 2007 marié avec Jasmine Abdellatif (ancienne attachée de presse et directrice de communication de son entreprise),.
Il est père de cinq enfants: Ara, Oa, K, Lago et Justice.
Sa fille aînée Ara, peintre et musicienne, a collaboré à certains chantiers de son père comme la décoration du palace parisien, l'hôtel Meurice, dont elle a dessiné la toile du plafond du restaurant Le Dali ou plus récemment le vitrail de l'entrée de L'Avenue at Saks, ouvert en janvier 2019.
Il possède plusieurs maisons, notamment durant un temps à Paris, Venise, au Cap Ferret ou encore à Cascais.
Il déclare être autiste lors d'une interview accordée au Huffington Post en 2013.

## Récompenses et distinctions
- 2023 : Falstaff LIVING Design Award pour l'ensemble des réalisations[2]
- 2023 : Best of NeoCon 2023 awards - prix d'or et prix du Développement Durable pour Andreu World by Starck[3]
- 2023 : iF Design Award Gold pour AXOR ShowerComposition Showers[6]
- 2022 : Architecture Design Awards (ADA), catégorie ‘outdoor’, Seregenti pour JANUS & Cie[8]
- 2022 : France’s Best Wellness Retreat, World Spa Awards pour Lily of the Valley[9]
- 2022 : MetropolisLikes NYCxDESIGN Awards 2022, White Tulip pour Duravit
- 2022 : Best Line Work, Wallpaper* Design Award, Lampe Goodnight pour Kartell[164]
- 2021 : Best of Year Awards, prix du « Visionnaire du Design », Interior Design magazine[165]
- 2020 : Red Dot Award Winner, Q/Wood et A.I. pour Kartell[166],[167]
- 2019 : Lifetime Achievement Award, The Design Prize 2019, Designboom[168]
- 2019 : Lifetime Achievement Award, Frame Awards[169]
- 2019 : PETA Vegan Homeware Awards, Meilleure collaboration pour l’installation Cassina Croque la Pomme[170]
- 2017 : Designer of the decade, Esquire Spain Awards[171]
- 2016 : GQ Men Award 2016 - Designer le plus influent de l'année[172]
- 2015 : Google Impact Challenge, Jury Award, Ideas Box[173]
- 2010 : Meilleur Designer et Architecte, les Globes de cristal[174]
- 2009 : Lifetime Achievement Award, the Designer magazine
- 2000 :  Chevalier de la Légion d'honneur[175]
- 1998 :  Commandeur de l'ordre des Arts et des Lettres[175]
- 1991 : Officier des Arts et des Lettres[175]
- 1985 : Chevalier des Arts et des Lettres[175]

## Filmographie
- L’an 01, film réalisé par Jacques Doillon, en 1973 : un publicitaire (à la 15e minute)

- Will.i.Am 2 Starck, documentaire réalisé par Alex Fighter, diffusé sur NRJ 12 le 15 décembre 2013[176].
- Futur par Starck, documentaire réalisé par Gaël Leiblang, diffusé sur Arte le 4 juin 2013[177],[178].

## Controverse
En novembre 2017, le nom de Philippe Starck est cité dans l'affaire des Paradise Papers. Le Consortium International des Journalistes d'Investigation révèle qu'il a co-dirigé une société créée en 1999, Cosmic Carrot, basée aux îles Caïmans, pour construire des hôtels de luxe en Argentine (l'hôtel El Porteno de Buenos Aires) et au Brésil (l'hôtel Fasano de Rio de Janeiro). Son avocat expliquera cependant que la participation de Philippe Starck dans la société Cosmic Carrot n'avait aucune motivation fiscale puisqu'elle avait été réalisée, à la demande des partenaires internationaux de la société, directement par la société française de Philippe Starck, qu'elle avait donc toujours été officiellement connue du fisc français et que tous les revenus en résultant pour le designer et sa société avaient été totalement imposés en France au taux français.